# Đính hôn

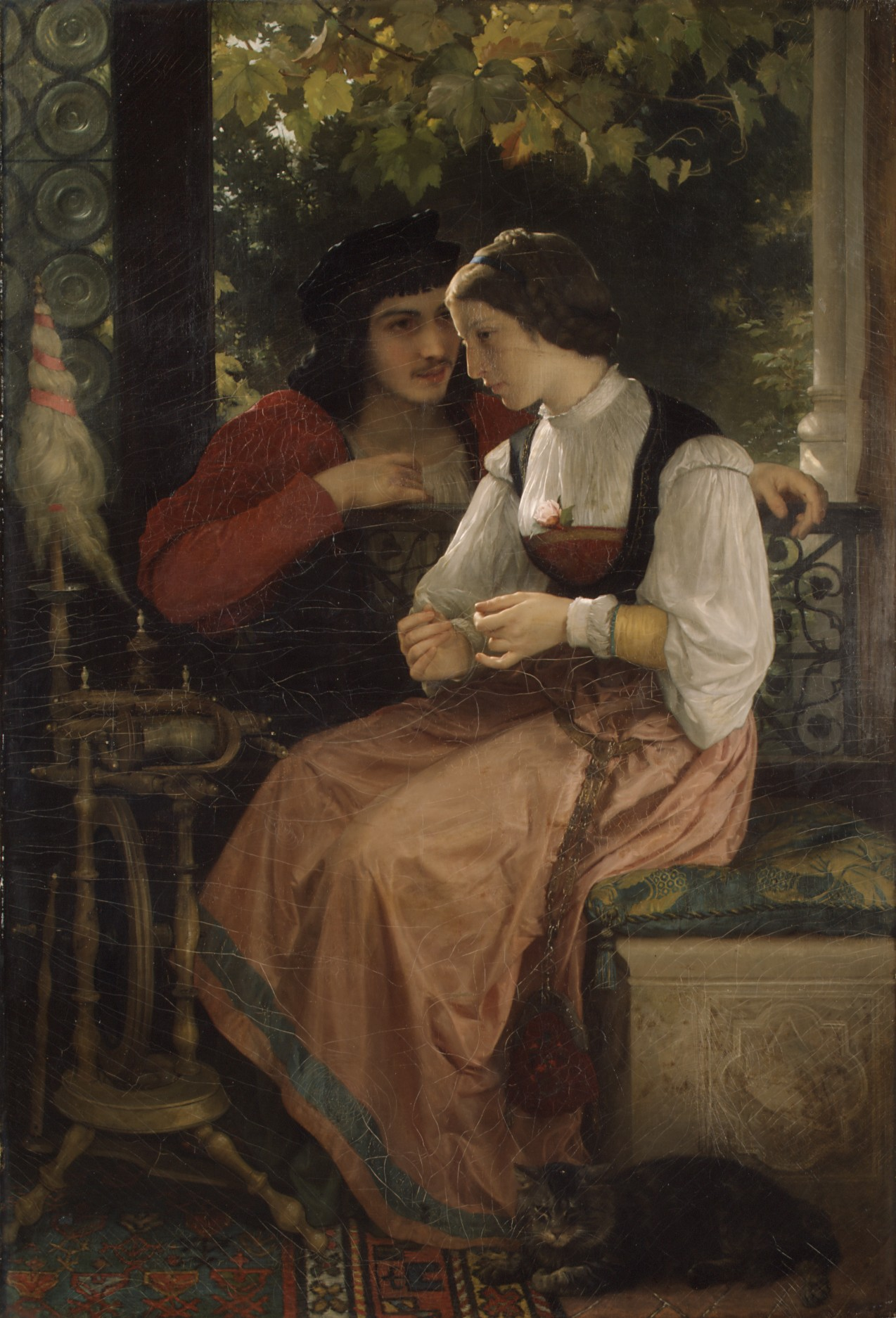
Cầu hôn, William-Adolphe Bouguereau

Đính hôn hoặc hứa hôn là mối quan hệ giữa hai người muốn kết hôn, và cũng là khoảng thời gian giữa cầu hôn và hôn nhân. Trong thời gian này, một cặp vợ chồng được cho là đã đính hôn, hứa hôn. Cô dâu và chú rể tương lai có thể được gọi là vợ sắp cưới hoặc chồng sắp cưới, vợ chưa cưới hoặc chồng chưa cưới. Thời hạn của việc tán tỉnh rất khác nhau, và phần lớn phụ thuộc vào các chuẩn mực văn hóa hoặc theo thỏa thuận của các bên liên quan.
Thời gian đính hôn dài đã từng phổ biến trong các hôn nhân sắp đặt chính thức, và không có gì lạ khi các bậc cha mẹ làm lễ đính hôn cho các đứa con nhằm mục đích sắp xếp hôn nhân nhiều năm trước khi cặp đôi đính hôn đủ tuổi thành hôn. Điều này vẫn còn phổ biến ở một số nước.

## Lễ đính hôn (betrothal)

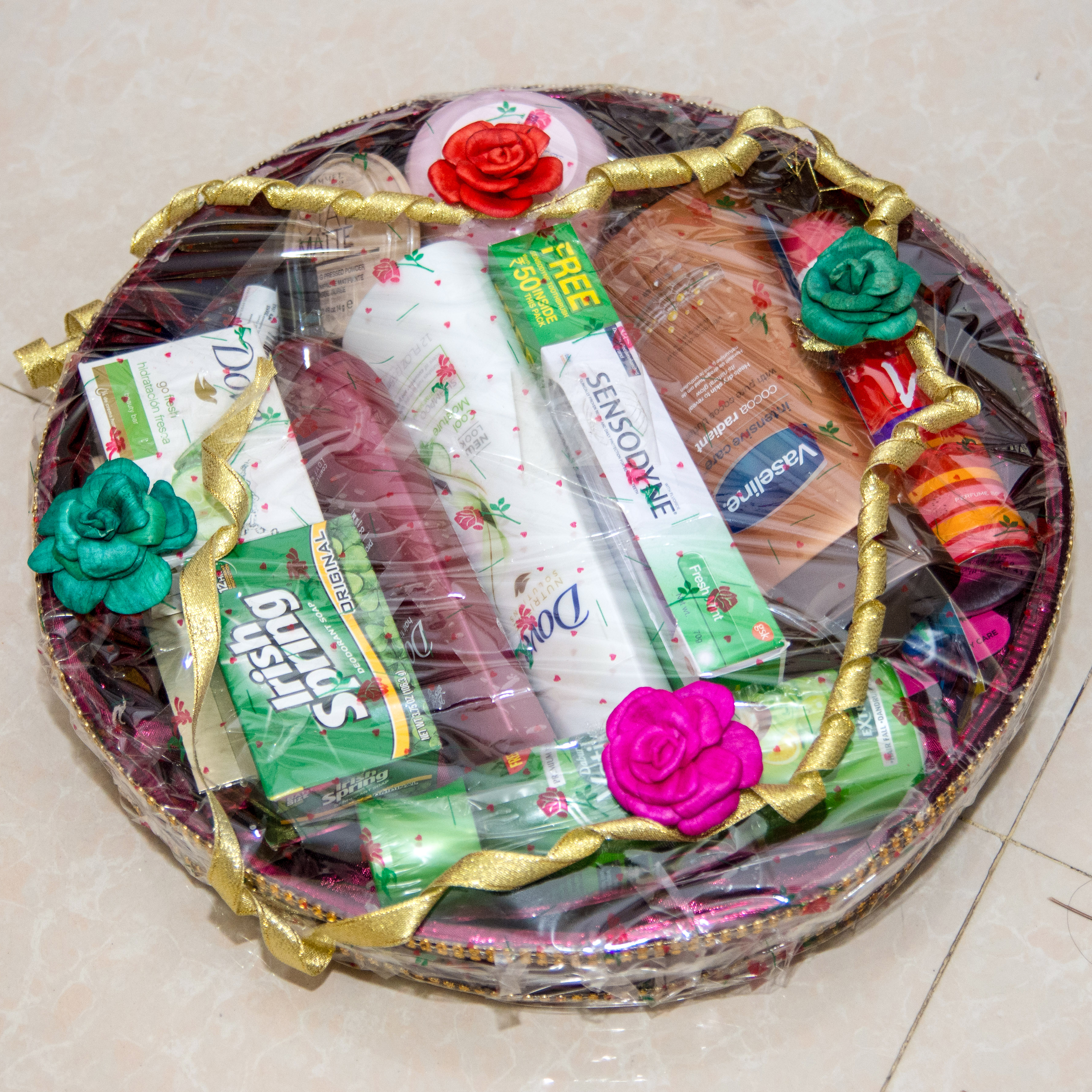
Giỏ quà lễ đính hôn hiện đại ở Bangladesh.

Lễ hứa hôn (còn gọi là lễ đính hôn) là một trạng thái chính thức của sự gắn kết để được kết hôn.
Trong các đám cưới của người Do Thái trong thời Talmudic (thế kỷ 1 trước Công nguyên - thế kỷ 6 sau Công nguyên), hai nghi lễ hứa hôn (erusin) và đám cưới thường diễn ra cách nhau một năm; Cô dâu sống với bố mẹ cho đến lễ cưới thực sự (nissuin), sẽ diễn ra trong một căn phòng hoặc lều mà chú rể đã dựng lên cho cô. Kể từ thời trung cổ, hai nghi lễ đã diễn ra như một nghi lễ kết hợp được thực hiện trước công chúng. Lễ đính hôn hiện nay thường là một phần của lễ cưới của người Do Thái, được hoàn thành khi chú rể trao cho cô dâu chiếc nhẫn hoặc một vật khác có giá trị ít nhất là danh nghĩa. Như đã đề cập ở trên, lễ hứa hôn trong Do Thái giáo tách biệt với đính hôn; phá vỡ lễ hứa hôn này đòi hỏi phải có ly hôn chính thức và vi phạm lễ hứa hôn này được coi là ngoại tình.